# 中山大学附属口腔医院

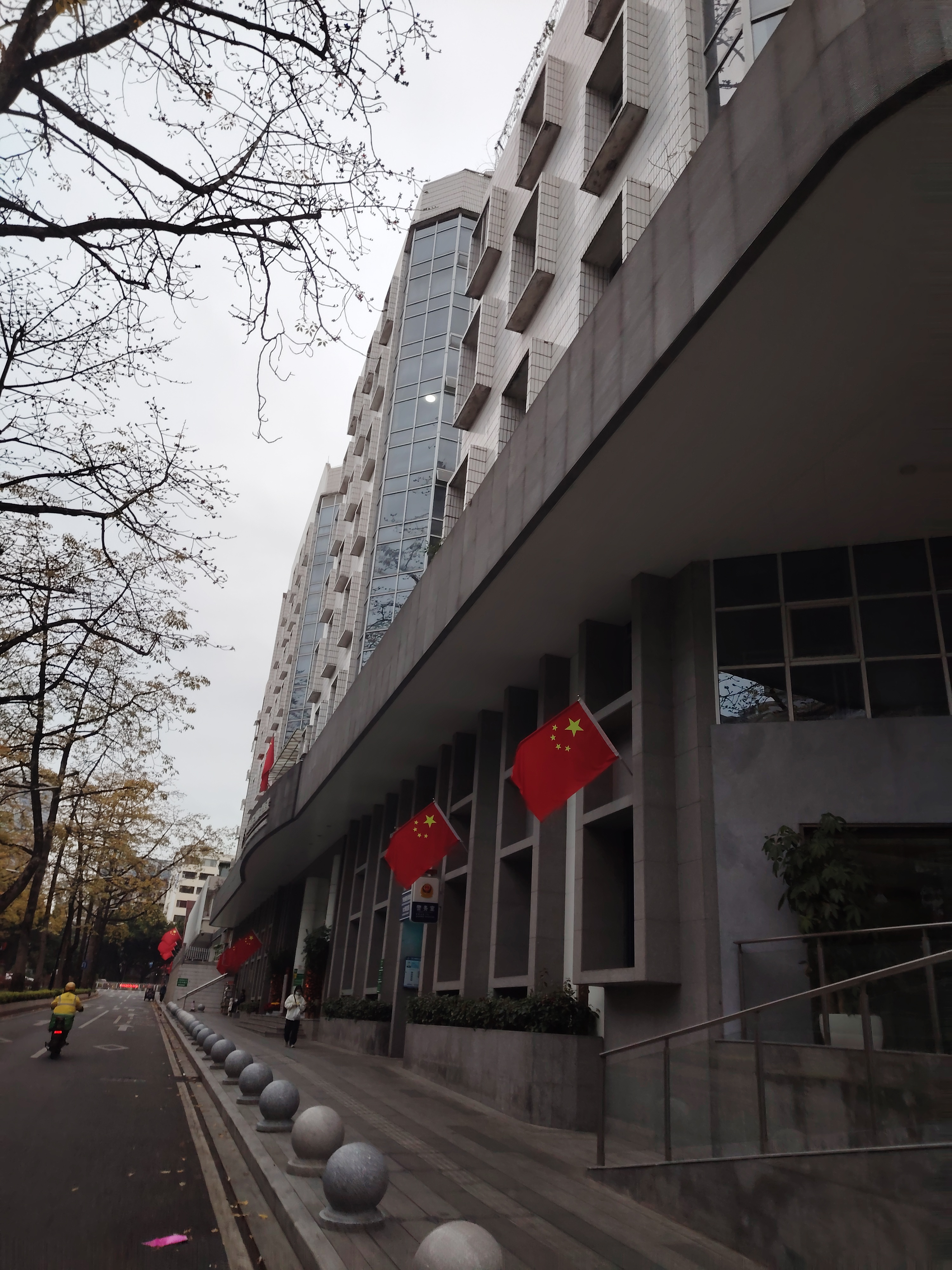
越秀院区（院本部）大楼

中山大学附属口腔医院（英語：Hospital of Stomatology, Sun Yat-sen University），是位于中华人民共和国广东省广州市越秀区的三级甲等医院，创立于1974年，是中山大学的直属附属医院，由中华人民共和国国家卫生健康委员会直管并与广东省共建。该院与中山大学光华口腔医学院、中山大学口腔医学研究所形成三位一体的办院模式。

## 概要
中山大学附属口腔医院拥有教育部口腔医学一级学科博士学位授权点、口腔医学博士专业学位授权点、博士后科研流动站、广东省重点学科（一级学科）、广东省高等学校名牌专业、广东省高等学校本科特色专业建设点、广东省口腔医学实验教学示范中心、广东省口腔医学重点实验室和广东省牙病预防控制“十二五”医学重点实验室。牙体牙髓病科、口腔颌面外科、口腔修复科、口腔正畸科4个国家临床重点专科，临床技术实力、学科建设水平、科研创新能力已经步入国家一流水平，承担粤港澳大湾区乃至全国口腔医学教育、医疗、科研等重要任务。
中山大学附属口腔医院现有陵园西路院本部（越秀院区）、珠江新城门诊和东圃门诊，开放门诊口腔综合治疗床326张、住院病床57张，年门诊量70万人次；医院开设22个临床、医技科室和6个职能大部，拥有一支高学历、富有临床经验的人才队伍，共有在职职工900余人，70％以上医生具有博士学位，90%以上拥有主任医师、副主任医师和主治医师职称，现有高级职称130人、其中正高级51人，博士生导师47人、硕士生导师119人。
中山大学附属口腔医院是国家卫生健康委员会直属医院。

## 新院区的建设与既有院区的改扩建

### 越秀院区改扩建工程
中山大学附属口腔医院越秀院区改扩建工程，包括陵园西路56号综合楼改造工程、陵园西路17号门诊新建工程两部分，已于2024年12月11日获得批复。

### 天河院区
中山大学附属口腔医院天河院区，位于广州市天河区猎德街道华利路59号保利大厦西塔，已在2024年5月30日开工。

### 南沙院区
中山大学附属口腔医院南沙院区（又称“中山大学附属（南沙）口腔医院”），位于广州市南沙区横沥镇（中山大学附属第一医院南沙院区的对面），计划设牙椅400张，病床200张，已在2022年9月28日开工，并于2024年6月实现主体结构封顶。